# سیارک ۳۶۲۵
سیارک ۳۶۲۵ (به انگلیسی: 3625 Fracastoro، نامگذاری:1984HZ1) سه هزار و ششصد و بیست و پنجمین سیارک کشف شده‌است که در ۲۷ آوریل ۱۹۸۴ کشف شد.
قدر مطلق سیارک برابر ۱۱٫۵۰ است.